# 2012 en Suisse
Chronologie de la Suisse
- 2008
- 2009
- 2010
- 2011
- 2012
- 2013
- 2014
- 2015
- 2016

2010 par pays en Europe - 2011 par pays en Europe - 2012 par pays en Europe - 2013 par pays en Europe - 2014 par pays en Europe
2010 en Europe - 2011 en Europe - 2012 en Europe - 2013 en Europe - 2014 en Europe 

## Gouvernement au1erjanvier 2012
- Conseil fédéral[1]:
  - Eveline Widmer-Schlumpf, (PBD/GR), présidente de la Confédération
  - Ueli Maurer, (UDC/ZH), vice-président de la Confédération
  - Doris Leuthard, (PDC/AG)
  - Didier Burkhalter, (PLR/NE)
  - Johann Schneider-Ammann, (PLR/BE)
  - Simonetta Sommaruga, (PS/BE)
  - Alain Berset, (PS/FR)

## Faits marquants

### Janvier
- 9 janvier 2012 : Philipp Hildebrand démissionne de son poste de président de la Banque nationale suisse, à la suite de l'affaire du même nom.

- 14 janvier 2012 : Didier Cuche est sacré Suisse de l'année 2011

- 18 janvier 2012 : la commission de discipline de la Swiss Football League exclut le club Neuchâtel Xamax des compétitions de Super League.

- 26 janvier 2012 : la faillite du club Neuchâtel Xamax est prononcée.

- 31 janvier 2012 : fin de la diffusion des programmes de HD Suisse

### Février
- 29 février 2012 : début de la diffusion des programmes HD de RTS Un, RTS Deux, SRF1, SRF Zwei, RSI La 1, RSI La 2.

### Mars
- 11 mars 2012
  - Votations fédérales. Arrêté fédéral concernant l’initiative populaire « pour en finir avec les constructions envahissantes de résidences secondaires » du 17 juin 2011
  - Votations fédérales. Initiative populaire fédérale « pour un traitement fiscal privilégié de l’épargne-logement destinée à l’acquisition d’une habitation à usage personnel ou au financement de travaux visant à économiser l’énergie ou à préserver l’environnement (initiative sur l’épargne-logement) » du 29 septembre 2008
  - Votations fédérales. Arrêté fédéral relatif à l’initiative populaire « 6 semaines de vacances pour tous » du 17 juin 2011
  - Votations fédérales. Arrêté fédéral concernant la réglementation des jeux d’argent en faveur de l’utilité publique (Contre-projet à l’initiative « Pour des jeux d’argent au service du bien commun ») du 29 septembre 2011
  - Votations fédérales. Loi fédérale sur la réglementation du prix du livre (LPL) du 18 mars 2011

- 13 mars 2012 : Accident du tunnel de Sierre, un autocar de 52 écoliers belges et néerlandais s'est écrasé contre un mur du tunnel, faisant 28 morts et 24 blessés. Le 16 mars 2012 a été décrété jour de deuil national en Belgique.